# Ryuthela hirakubo
Espèce
Ryuthela hirakubo est une espèce d'araignées mésothèles de la famille des Liphistiidae.

## Distribution
Cette espèce est endémique d'Ishigaki-jima dans les îles Yaeyama dans l'archipel Nansei au Japon,. Elle se rencontre vers l'Hirakubo.

## Description
Les mâles mesurent de 8,20 à 10,20 mm et les femelles de 10,00 à 12,80 mm.

## Systématique et taxinomie
Cette espèce a été décrite par Xu, Liu, Ono, Chen, Kuntner et Li en 2017.

## Étymologie
Son nom d'espèce lui a été donné en référence au lieu de sa découverte, l'Hirakubo.

## Publication originale
- Xu, Liu, Ono, Chen, Kuntner & Li, 2017 : « Targeted sampling in Ryukyus facilitates species delimitation of the primitively segmented spider genus Ryuthela (Araneae: Mesothelae: Liphistiidae). » Zoological Journal of the Linnean Society, vol. 181, no 4, p. 867-909.